# Aardbeving Afghanistan juni 2022
De aardbeving in Afghanistan van juni 2022 vond plaats op 22 juni 2022 om 02.24 plaatselijke tijd, op 46 kilometer zuidwestelijk van de stad Khost bij de grens met Pakistan. Aanvankelijk meldde USGS dat de beving een momentmagnitude had van 6,2, maar dit werd later bijgesteld naar 5,9.
De aardbeving trof hoofdzakelijk de Afghaanse provincies Paktika en Khost. Ze was ook voelbaar in de provincie Kabul, in de Pakistaanse hoofdstad Islamabad en in Iran. De beving werd binnen een omtrek van 500 kilometer waargenomen door in totaal meer dan 119 miljoen mensen.

## Schade en slachtoffers
De beving had een intensiteitsgraad VIII ("Zwaar beschadigend") op de schaal van Mercalli. Volgens een plaatselijke woordvoerder werden zeker 25 dorpen vrijwel volledig verwoest, inclusief scholen en moskeeën. Er vielen meer dan 1500 doden en meer dan 2000 gewonden. In Gayan (Paktika) werden zo'n 1800 woningen verwoest of beschadigd, 70% van alle woningen in dit district. In de provincie Khost werden zo'n 600 woningen verwoest.
In Pakistan bleef het aantal doden beperkt tot enkele tientallen.
Dat de beving in verhouding tot de sterkte zoveel schade aanrichtte lag aan een combinatie van diverse factoren. Veel woningen in de getroffen Afghaanse gebieden waren van verkeerde materialen gebouwd, en daardoor in combinatie met de moesson niet bestand tegen een aardbeving. Verder speelden het ondiepe hypocentrum en het feit dat de beving in dichtbevolkt gebied plaatsvond mee. Van de getroffen plaatsen in Afghanistan liggen er veel zeer afgelegen zonder medische voorzieningen in de buurt.
Twee dagen later vielen bij een heftige naschok nog eens zeker vijf doden.
Het is in Afghanistan de dodelijkste aardbeving sinds 2002, toen de regio Hindu Kush werd getroffen. Op 17 januari 2022 was er ook een aardbeving in Afghanistan met een kracht van 5,3 Mw, waarbij 30 doden zijn gevallen.

## Hulpverlening
De Afghaanse regering, het Islamitisch Emiraat van Afghanistan, begon na de beving met de reddingsoperaties. Het Ministerie van Nationale Defensie stuurde in eerste instantie 7 reddingshelikopters. Ook de Afghaanse Rode Halve Maan schoot te hulp.
De regering vroeg ook om hulp vanuit de internationale gemeenschap, bij monde van Haibatullah Akhundzada. Onder meer de VN, UNHCR en het Rode Kruis hebben hun steun toegezegd, in de vorm van  financiële donaties en het sturen van reddingsteams. Sinds de Val van Kabul (augustus 2021) is Afghanistan echter meer geïsoleerd geraakt, waardoor ook de internationale hulpverlening wordt bemoeilijkt. Veel hulporganisaties zijn sinds de machtsovername door de Taliban het land ontvlucht.
Twee dagen na de aardbeving werden de reddingswerkzaamheden gestaakt. Volgens de Taliban was er geen enkele kans meer dat er nog overlevenden zouden worden gevonden. Een woordvoerder van UNICEF zei te verwachten dat er nog lichamen niet waren gevonden.